# Paso Fino
Pour les articles homonymes, voir Paso.
Le Paso Fino est une race chevaline originaire de Porto Rico et de la Colombie, qui tient son nom d'une allure particulière qu'il pratique naturellement, le « pas fin ». Descendant des chevaux espagnols utilisés par les conquistadores, il s'est développé et a été sélectionné au cours des siècles pour devenir un petit cheval agile et robuste capable de se déplacer sur les terrains les plus difficiles. Très apprécié aux États-Unis, il est recherché tout spécialement en équitation western et en show où des épreuves spécifiques lui sont dédiées. La Paso Fino Horse Association est chargée de la promotion de la race et des identifications.

## Histoire
L’histoire du paso fino est liée à celle de la conquête du Nouveau Monde. Lors de son second voyage, Christophe Colomb emmène un groupe composé d’étalons et de juments de différentes races, à savoir des barbes, des andalous et des genets d’Espagne, sur le nouveau continent. Ces chevaux sont le fondement des chevaux utilisés par les conquistadores espagnols, qui sont complétés avec le temps par de nouveaux imports, entre autres de chevaux chartreux. Élevés pour leur endurance, leur démarche et leur beauté, les Caballos de Paso Fino, c'est-à-dire les « chevaux au pas fin » servent au cours des siècles à la conquête, puis à l’exploration et au développement des Amériques. Le mustang américain descend ainsi de ces ancêtres espagnols, tout comme l’appaloosa des Nez-Percés, Chef Joseph montant d’ailleurs un cheval d’allures. Dans les Caraïbes et en Amérique latine, les chevaux ont été élevés et sélectionnés au cours des siècles. Parmi eux, le paso fino a prospéré initialement à Porto Rico et en Colombie, puis, plus tard, dans de nombreux autres pays d'Amérique latine, principalement à Cuba, en République dominicaine, à Aruba et au Venezuela. Les Américains ont commencé à importer le paso fino de Porto Rico au milieu des années 1940, puis, vingt ans plus tard, de Colombie. Un certain conflit existe quant à la qualification du véritable paso fino, que l’on dit portoricain ou colombien en fonction de ses aspirations. Le paso fino est en fait souvent un mélange des deux lignées portoricaines et colombiennes. Depuis 1972, la race est gérée par la Paso Fino Horse Association (PFHA) qui est chargée de promouvoir le paso fino et de maintenir l'intégrité des enregistrements.
Plusieurs lignées de paso fino ont été développées dans les élevages en Colombie, à Cuba, en République dominicaine, au Pérou et à Porto Rico, selon le terrain, l'environnement, l'utilisation faite ou le fourrage.

## Description

### Standard morphologique

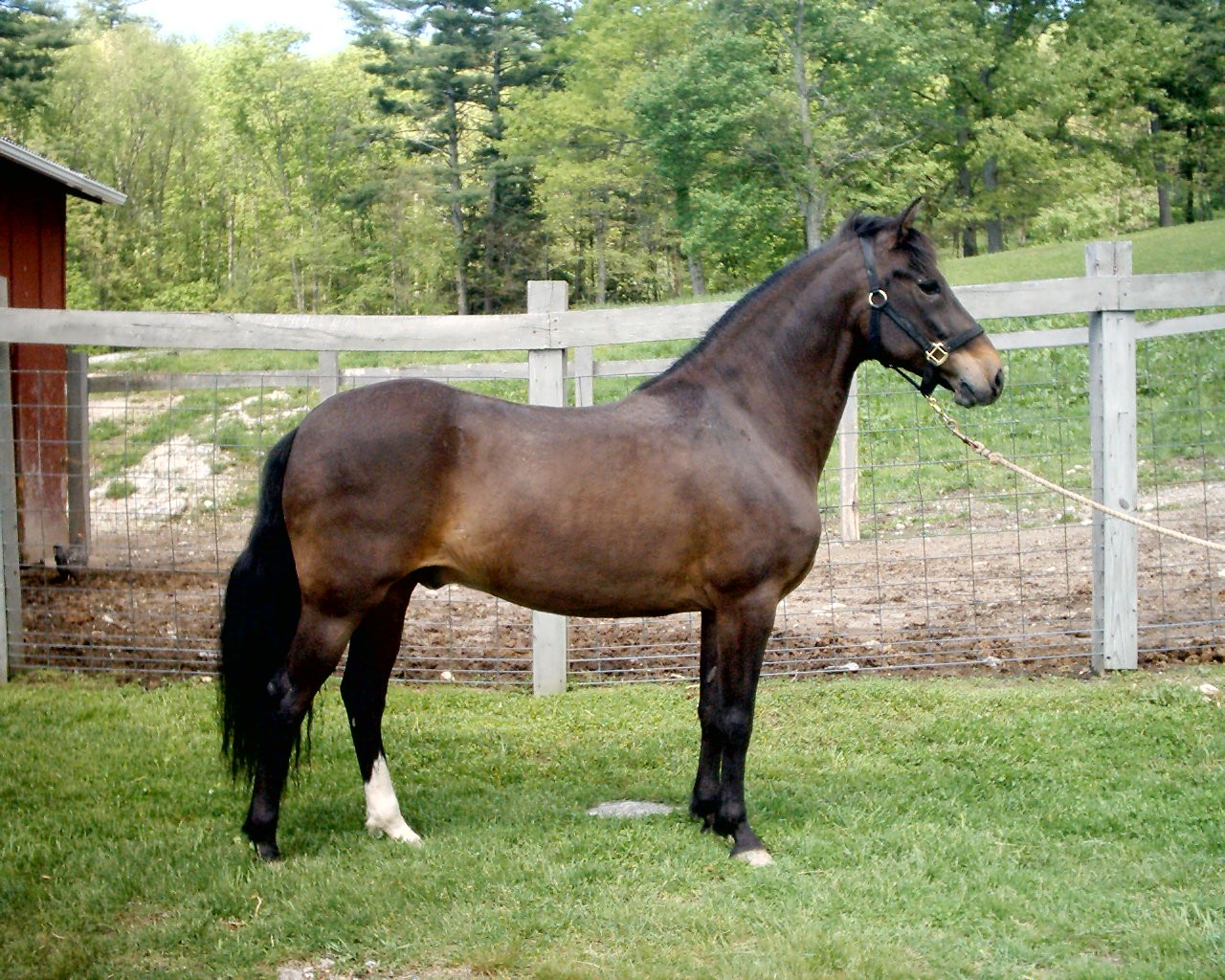
Hongre paso fino au modèle.

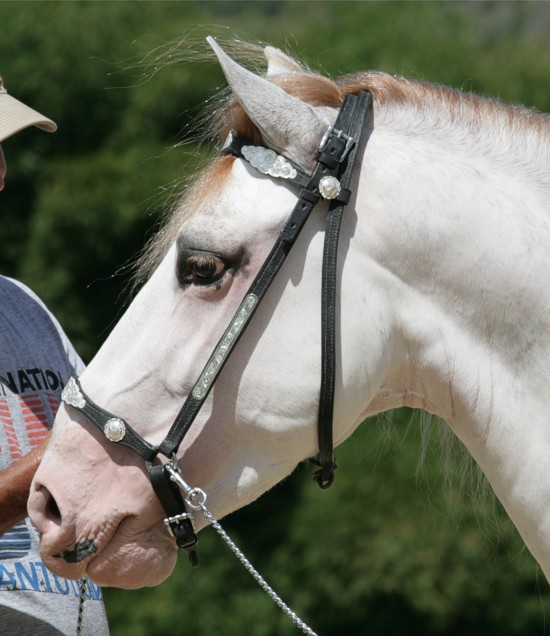
Tête d'un paso fino portoricain sabino.

Le Paso Fino est un cheval de petite taille, vif et robuste mais qui possède également de la grâce et une grande souplesse. Sa tête est petite, bien proportionnée, avec des oreilles droites et de petites tailles et des narines larges et bien dilatées. Les yeux sont grands, bien espacés et très expressifs. Les lèvres sont fermes et les mâchoires bien marquées. L'encolure est portée élégamment, tout en étant musclée et placée sur des épaules rondes et musclées. La poitrine est moyennement large. Le dos est court, fort et musclé. La croupe est puissante, mais s'incline légèrement avec des hanches arrondies. Les reins sont larges et les jarrets forts. La crinière et la queue sont aussi longues et fournies. La queue est portée gracieusement quand le cheval est en mouvement. Les jambes sont droites avec des tendons forts. L'avant-bras est long avec des canons plus courts. La cuisse est forte et musclée. Les articulations sont fortes et bien définies. Les sabots sont arrondis, bien proportionnés et ne montrent pas de talon excessif. La corne est très dure.

### Robe
Toutes les robes sont observables chez le Paso Fino, avec ou sans marques.

### Allures
Le Paso Fino a la particularité de posséder trois allures supplémentaires aux trois allures classiques (pas, trot, galop) : le paso fino, le paso corto et le paso largo. Le paso fino (« pas fin »), appelé aussi classic fino en show, est une allure latérale à quatre temps très lente et très confortable. Le paso corto (« pas court ») est également une allure latérale, mais adaptée aux longues distances. Et le paso largo (« pas large ») est la plus rapide de ces trois allures latérales. Ces trois allures sont innées et sont l'héritage des chevaux espagnols.
Le Paso Fino colombien a fait l'objet d'une étude visant à déterminer la présence de la mutation du gène DMRT3 à l'origine des allures supplémentaire : l'étude de 80 sujets a permis de détecter la présence de cette mutation chez 94,4 % d'entre eux, et de confirmer l’existence des chevaux marchant le « paso » parmi la race.  

## État de l'élevage
La Paso Fino Horse Association recense 200 000 paso finos en Amérique centrale et en Amérique du Sud (2009). La PFHA couvre les 50 états des États-Unis ainsi que Porto Rico, la Caraïbe, l'Amérique du Sud, l'Amérique du Sud, le Canada et l'Europe. Par ailleurs, l'ouvrage Equine Science (4e édition de 2012) le classe parmi les races de chevaux de selle connues au niveau international.

## Utilisations

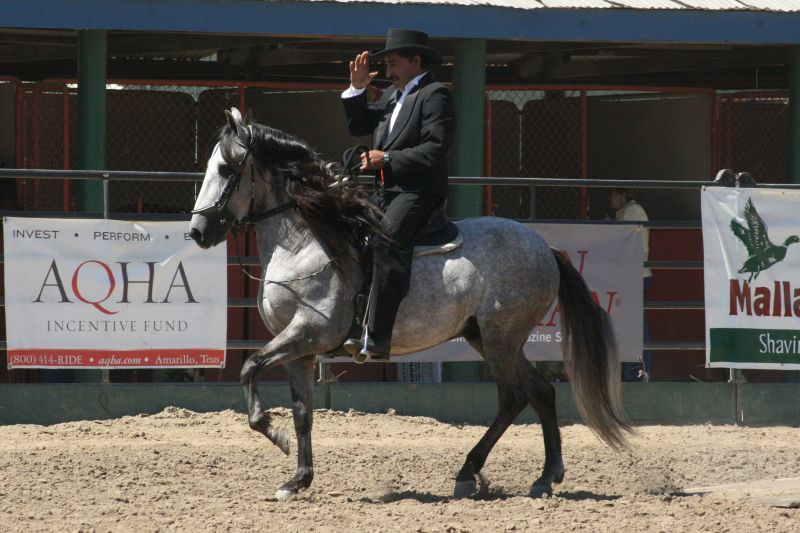
Paso Fino exécutant le classic fino lors d'un show.

En Amérique latine, le paso fino continue à être utilisé comme monture pour se déplacer à travers plaines et grandes étendues, ainsi que dans les massifs rocheux, souvent difficiles d'accès; ceci pour le transport de marchandises comme du bétail. Lors des fêtes de village, des concours de modèles et allures lui sont réservés, comme lors de la feria de Montería en Colombie.
Lors des compétitions, le paso fino est jugé dans différentes divisions basées sur ses allures naturelles.
Aux États-Unis, au Canada et en Europe, il est utilisé dans de nombreuses disciplines comme l'équitation western, l'endurance, le TREC ou le dressage, si on l'y éduque. C'est également un cheval de loisir idéal, adapté à toute la famille.

#### Ouvrages spécialisés
- [Gaztambide Arrillaga 1981] (en) Carlos Gaztambide Arrillaga, Breeding better paso fino horses, Université de l'État de Pennsylvanie, 1981, 144 p.
- [Vélez Rodríguez 2001] (es) Edwin Enrique Vélez Rodríguez, El caballo de paso fino puertorriqueño : una raza en peligro de extinción, 2001, 180 p.
- [Mejía Escobar 2007] (es) Jaime Mejía Escobar, Paso fino : la influencia del caballo colombiano en los Estados Unidos, Consuelo Mendoza Ediciones, 2007, 247 p. (ISBN 978-958-97540-7-8)
- [Lang Correa 2008] (es) David Lang Correa, Memorias del Paso Fino : El caballo de Puerto Rico, GENA, 2008, 248 p. (ISBN 978-0-9818129-0-8)

#### Ouvrages généralistes
- [Ripart 2001] Jacqueline Ripart, Chevaux du monde, Paris, Editions de la Martinière, 2001 (ISBN 978-2-7324-2738-6), p. 250-267
- [Hendricks 2007] (en) Bonnie Lou Hendricks, International Encyclopedia of Horse Breeds, Norman, University of Oklahoma Press, 15 août 2007, 2e éd., 486 p. (ISBN 0-8061-3884-X, OCLC 154690199, lire en ligne), « Paso Fino », p. 331-333.
- [Lynghaug 2009] (en) Fran Lynghaug, The Official Horse Breeds Standards Guide : The Complete Guide to the Standards of All North American Equine Breed Associations, Minneapolis, MBI Publishing Company LLC, 2009, 672 p. (ISBN 1-61673-171-0, lire en ligne), « Paso Fino », p. 299-302.
- [Ravazzi 2002] Gianni Ravazzi, L'encyclopédie des chevaux de race, Bergame, Italie, De Vecchi, 2002, 190 p. (ISBN 978-2-7328-2594-6), p. 171